# Die tödliche Maria
Die tödliche Maria ist ein Thriller des Regisseurs Tom Tykwer, gedreht im Jahr 1993 in Deutschland.
Es handelt sich um das Spielfilmdebüt des inzwischen renommierten Regisseurs. Der Film wurde für die Reihe Das kleine Fernsehspiel des ZDF produziert. Schauspieler sind Nina Petri, Katja Studt, Josef Bierbichler, Joachim Król und Peter Franke.

## Handlung
Die 40-jährige Maria lebt mit ihrem Ehemann Heinz in einer beängstigend eintönigen Ehe. Seit Jahren immer der gleiche Tagesablauf, die gleichen Lieblosigkeiten. Maria hat zudem noch ihren tyrannischen, bettlägerigen Vater zu versorgen, der im selben Haus lebt und mit dem sie eine Art Hassliebe verbindet.
Maria hat ein Geheimnis: Als sie noch ein kleines Mädchen war, bekam sie von ihrer Kinderfrau eine afrikanische Holzfigur geschenkt, einen Fetisch. Diese Figur ist Marias Vertraute. Ihr erzählt sie von ihren Sorgen, Sehnsüchten und Ängsten, ihr schreibt sie Briefe, die sie in einem Geheimfach aufbewahrt. Eines Tages wird Marias grauer Alltag durch ein Ereignis verändert: Sie verliebt sich in den Nachbarn Dieter, einen scheuen, liebenswerten Mann. Aber es ist zu spät für einen neuen Anfang. Durch eine Verkettung seltsamer Umstände sterben Vater und Ehemann, dessen Leichnam Maria im unteren Teil der Kommode versteckt. Dieter findet ihn und begreift nun erst das ganze Ausmaß der häuslichen Tragödie.

## Kritiken
„Ein ganz auf die visuelle Wirkung hin inszeniertes Spielfilmdebüt von bedrückender Intensität, dessen kameratechnische Ambitionen zwar nicht immer frei von Manierismen sind, stets aber vom Talent des Autors zeugen, eine Geschichte filmisch aufzulösen. Auch schauspielerisch überzeugend.“

„Ein Superfilm, gefällt mir immer noch gut. Doch wirtschaftlich war es ein Desaster.“

## Auszeichnungen
- Die Deutsche Film- und Medienbewertung FBW in Wiesbaden verlieh dem Film das Prädikat wertvoll.
- Der Film wurde mit neun verschiedenen Filmpreisen geehrt.[4]